# 杉義一
杉 義一（すぎ ぎいち、1927年6月7日 - 2017年3月20日）は、日本の元俳優。京都府右京区太秦出身。本名は杉 義一（すぎ よしかず）。

## 来歴・人物
俳優・杉狂児の長男として生まれる。明星学園在学中の1941年、児童劇団かもしか座が創立されると同時に入団する。帝国劇場で初舞台。1942年、NHKラジオ『潜水飛行機 とびうお号』にレギュラー出演。明星学園卒業後、日本大学文学部に入るが、1947年5月に中退。同年7月に創立した東横映画に父・狂児と共に入社。同年、東横映画第1回作品『こころ月の如く』が映画デビューとなる。
1967年、東横を退社してフリーとなり、1973年から1975年までは千葉真一のジャパン・アクション・クラブの代表を務めた。その後は東京宝映テレビ（現在の宝映テレビプロダクション）芸能部長に就任。その関係から「クイズ100人に聞きました」に三原順子チームの一人として出場したことがある。
2017年3月20日に死去した。89歳没。

## 出演

### 映画
- こころ月の如く（1947年、東横）
- 不良少女（1949年、東横） - 近藤
- 弥次喜多猫化け道中（1949年、東横） - 魚屋
- 日本戦歿学生の手記 きけ、わだつみの声（1950年、東横） - 木村見習士官
- 学生五人男（1954年、東映東京）
- 学生五人男 第一話 ボス退治（1954年、東映東京）
- 学生五人男 第二話 鉄腕は飛ぶ（1954年、東映東京）
- 少年姿三四郎 第一部 山岳の決斗（1954年、東映東京） - 山本
- 少年姿三四郎 第二部 大川端の決斗（1954年、東映東京） - 山本
- 若者よ！恋をしろ（1954年、東映東京） - 課員
- 青春航路 海の若人（1955年、東映東京） - 坂田
- 学生五人男 第二部 迷探偵出動（1954年、東映東京）
- サラリーマン 目白三平（1955年、東映東京） - 柴田電機店の店員
- 暴力街（1955年、東映東京） - ガン公
- まぼろし怪盗団 第一部 まぼろし怪盗団（1955年、東映東京） - マネージャー
- まぼろし怪盗団 第二部 魔王の蜜使（1955年、東映東京） - マネージャー
- まぼろし怪盗団 第三部 悪魔の王冠（1955年、東映東京） - マネージャー
- 警視庁物語 魔の最終列車（1956年、東映東京） - 記者
- 三つ首塔（1956年、東映東京） - 南條勇吉
- 満ちて来る潮（1956年、東映東京） - 運転手A
- にっぽんGメン 特別武装班出動（1956年、東映東京） - 塩谷
- 警視庁物語 白昼魔（1957年、東映東京） - 男A吉岡
- とんちんかん八百八町（1957年、東映東京） - 伊豆屋与之吉
- 米（1957年、東映東京）
- 喧嘩社員（1957年、東映東京） - スリの仁太
- 無敵社員（1957年、東映東京） - スリの仁太
- 地獄岬の復讐（1957年、東映東京） - 関
- 日清戦争風雲秘話 霧の街（1957年、東映東京） - 留五郎
- 娘十八御意見無用（1958年、東映東京） - デパートの配達人
- 母つばめ（1958年、東映東京） - 酔いどれの男A
- 曲馬団の娘（1958年、東映東京） - 山本
- 非常線（1958年、東映東京） - 有田勇吉
- 一丁目一番地（1958年、東映東京） - 刈谷
- 一丁目一番地 第二部（1958年、東映東京） - 刈谷
- 警視庁物語 顔のない女（1959年、東映東京） - 吉岡
- 鹿島灘の女（1959年、東映東京） - 晃
- 二発目は地獄行きだぜ（1960年、東映東京） - バーテン
- 続べらんめえ芸者（1960年、東映東京） - 岩井の秘書
- 弾丸大将（1960年、東映東京）
- 霧と影（1961年、第二東映|ニュー東映東京） - 山西記者
- 黄色い風土（1961年、ニュー東映東京） - 行政新聞社社員A
- 太平洋のＧメン（1962年、東映東京） - クロークの男
- ギャング対ギャング（1962年、東映東京） - 支配人
- 王将（1962年、東映東京）
- 海道一の鬼紳士（1963年東映東京） - 利助の子分マサ
- 暗黒街最大の決斗（1963年、東映東京） - 倉元
- 昭和侠客伝（1963年、東映東京） - 猪股
- 暗黒街大通り（1964年、東映東京） - 近藤
- 越後つついし親不知（1964年、東映東京） - 山田
- 散歩する霊柩車（1964年、東映東京） - 結婚式場の守衛
- 網走番外地（1965年、東映東京） - パチクリ
- 無宿者仁義（1965年、東映東京） - 警官
- 愛欲（1966年、東映） - 部長
- 昭和残侠伝 一匹狼（1966年、東映東京） - 高岡
- ㊙トルコ風呂（1968年、東映東京） - 靴屋の主人
- さくら盃 義兄弟（1969年、ニューセンチュリー映画） - 伊達勘
- 妖艶毒婦伝 人斬りお勝（1969年、東映東京） - 平沼徳内
- 極道釜ヶ崎に帰る（1970年、東映京都） - 孫
- 極悪坊主 飲む打つ買う（1971年、東映京都） - 留松
- 実録三億円事件 時効成立（1971年、東映東京） - 大島
- 秘密戦隊ゴレンジャー 爆弾ハリケーン（1976年、東映東京） - ホテルフロント係

### テレビドラマ
- 七色仮面 第二部「キング・ローズ」（1959年、NET / 東映）- 谷村・坂本（二役）
- 風来物語（1964年 - 1965年、NET / 東映）- 西村
- 特別機動捜査隊（NET / 東映）
  - 第146話「白い杖」（1964年）
  - 第289話「ガールハント」（1967年）-源さん
  - 第366話「愛の激流」（1968年）- 家具店主人・島村
  - 第375話「鶏はふたたび鳴く」（1969年）- 養鶏場主人・伊原
  - 第380話「人形は生きている」（1969年）- 労務者・亀田
- 鉄道公安36号（NET / 東映）
- 嵐のなかでさよなら 第19話・第20話（1966年、NET / 東映）
- 忍者ハットリくん+忍者怪獣ジッポウ（1967年、NET / 東映）- 五味捨太社長
  - 第3話「変な家でござる」
  - 第11話「ジッポウはお風呂が嫌いでござる」
  - 第15話「海賊あらわれるでござる」 ※ノンクレジット
  - 第19話「産業スパイをやっつけるでござる」
- キャプテンウルトラ 第16話「雷雨怪獣アメゴンあらわる!!」（1967年、TBS / 東映）- 支配人
- ジャイアントロボ 第14話「怪物 鉄の牙」（1968年、NET / 東映）- 陳文明（ユニコーン中国支部支部長）
- とぼけた奴ら 第23話「王女は裸で勝負する」（1968年、NET / 東映）
- コメットさん 第68話「買物珍道中」（1968年、TBS / 国際放映）- 係員
- キイハンター（TBS / 東映）
  - 第3話「誘惑の城」（1968年）
  - 第64話「がい骨抱いて珍道中」(1969年）
  - 第150話「殺人スコッチ2日酔作戦」（1971年）
- プレイガール（東京12チャンネル / 東映）
- 鬼平犯科帳（八代目松本幸四郎版） 第11話「老盗の夢」（1969年、NET / 東宝）- 弥六
- ゴールドアイ 第8話「地獄へのパスポート」（1970年、NTV / 東映）
- 人造人間キカイダー 第21話「残虐! ムラサキネズミの毒牙」（1972年、NET / 東映） - 警備員
- 荒野の用心棒 第26話「火薬輸送に兇弾が炸裂して・・・」（1973年、NET / 三船プロダクション） - 下忍の疾風
- キカイダー01 第32話「地獄に呼ばれるビジンダー」（1973年、NET / 東映）- 文房具店店主（インクスミイカ人間態）
- ザ・ボディガード 第5話「喪服の女に手を出すな」（1974年、NET / 東映）
- ザ★ゴリラ7 第20話「波止場に立つ女」（1975年、NET / 東映）
- スーパー戦隊シリーズ（NET→ANB / 東映）
  - 秘密戦隊ゴレンジャー
    - 第3話「大逆襲! 黄色いつむじ風」（1975年）- 黒十字軍科学者
    - 第49話「みどりの大脱走! 卍のトリックプレイ」（1976年）- イーグル中央研究所所長（つの骨仮面人間態）
    - 第60話「青い瀬戸内海! 浮ぶ秘密要塞島」（1976年）- 横井博士

  - ジャッカー電撃隊 第3話「5フラッシュ!! ほえろパンサー」・第4話「1ジョーカー!! 完全犯罪の死角」（1977年）- 横浜ボス
  - バトルフィーバーJ 第8話「鉄腕エースの謎」（1979年）- ドクター米山・スポーツ怪人の声
  - 電子戦隊デンジマン 第5話「壁に蠢く赤い毒花」（1980年）- 黒部
  - 太陽戦隊サンバルカン 第36話「エスパー」（1981年）- カメラマン
  - 忍者戦隊カクレンジャー 第41話「はぐれゴースト」（1994年）- 爺様ゴースト
- 非情のライセンス 第2シリーズ 第37話「兇悪の倒産」（1975年、NET / 東映）- 刑事
- 大江戸捜査網（東京12チャンネル / 三船プロ）
  - 第89話「庖丁殺人事件」（1972年） - 木藤の利助
  - 第104話「勢揃い隠密同心」（1973年） - 定八
  - 第236話「殺しの陰謀」（1976年）- 源七
  - 第265話「殺し屋と少年」(1976年) - 相模屋
  - 第282話「男涙の離縁状」(1977年) - 山代屋徳兵衛
  - 第295話「必死の子連れ逃亡者」（1977年） - 狐火の銀次
  - 第311話「父子同心復讐の子守唄」（1977年）- 叶屋
  - 第329話「屈辱に耐えた夫婦の絆」（1978年） - 巴屋
- ザ・カゲスター 第2話「黄金魔人 モグラ作戦!」（1976年、NET / 東映）- 与久野深造
- 忍者キャプター（1976年、東京12チャンネル / 東映）
  - 第17話「狙われたニセ札名人」- 遠山銀二郎（代議士）
  - 第31話「伊豆山の対決!!」- 矢部吾郎博士
- 破れ傘刀舟悪人狩り（NET / 三船プロ）
  - 第104話「天保やっちゃば秘録」（1976年） - 清水屋辰三
  - 第118話「天女のような女」（1976年）- 百蔵
- 宇宙鉄人キョーダイン 第34話「のぞくな!! ふしぎな魔法の箱」・第35話「出発! ダダ星ゆき超特急!!」（1976年、MBS / 東映）- ピエロ
- 伝七捕物帳 第136話「孝心 涙の力石」（1977年、NTV）- 吉兵衛
- 特捜最前線 第20話「刑事を愛した女」（1977年、ANB / 東映）- 記者
- 透明ドリちゃん（1978年、ANB / 東映）- 雷教頭
  - 第2話「ふたりだけの秘密」
  - 第11話「仮面の優等生」
  - 第13話「パパと対決 ガンバス大王」
- メタルヒーローシリーズ（ANB / 東映）
  - 機動刑事ジバン 第27話「愛するわが子は悪魔の子」（1989年） - 父親
  - ブルースワット 第21話「突撃爺ちゃん魂」（1994年） - 松下長之助
- 大河ドラマ / 徳川慶喜（1998年、NHK）- 医師
- 火曜サスペンス劇場 / 取調室 第15作「佐賀と東京の同時殺人－惨殺死体と水死体を結ぶ奇妙な女の友情」（2001年、日本テレビ）

ほか東映テレビ作品を中心にゲスト出演有り

## その他
- 人形嫌い（1982年、宝映企画） - 企画